# Vima Mică
Vima Mică es una comuna ubicada en el distrito de Maramureș, Rumania.

## Superficie
Cuenta con una superficie de 76,55 kilómetros cuadrados.

## Demografía
Hasta 2021 la población era de 1239 habitantes, con una densidad de población de 16,19 habitantes por kilómetro cuadrado.
| Gráfica de evolución demográfica de Vima Mică entre 1992 y 2021                      |
|                                                                                      |
| Datos según City Population y Population statistics of Eastern Europe & former USSR. |